# Ducado de Brunswick
Brunswick (del alemán: Braunschweig) fue un Estado histórico de Alemania. Originalmente comprendía el territorio de Brunswick-Wolfenbüttel en el Sacro Imperio Romano Germánico; fue establecido como ducado independiente por el Congreso de Viena en 1815. Su capital era la ciudad de Brunswick.

## Orígenes en Brunswick-Wolfenbüttel
El título "Duque de Brunswick y Luneburgo" (en alemán: Herzog zu Braunschweig und Lüneburg) lo ostentaron, desde 1235 en adelante, varios miembros de la Casa de Welf que gobernaron diversos pequeños territorios en el noroeste de Alemania. Estas posesiones no tenían todas las características de un Estado, no siendo ni compactos ni indivisibles. Cuando varios hijos del Duque compitieron por el poder, los territorios fueron divididos a menudo entre ellos. Cuando una rama de la familia perdía poder o se extinguía, las posesiones eran reasignadas entre los miembros de la familia supervivientes; diferentes duques también podrían haber intercambiado territorios. El elemento unificador de estos territorios era que eran gobernados por un descendiente en línea masculina del Duque Otón I.
Después de varias divisiones tempranas, Brunswick-Luneburgo fue unificado bajo el duque Magnus II (m. 1373). Después de su muerte, sus tres hijos gobernaron conjuntamente el ducado. Después del asesinato de su hermano Federico de Brunswick-Luneburgo, los hermanos Bernardo y Enrique redividieron el territorio, recibiendo Enrique el territorio de Wolfenbüttel.

### Casa de Brunswick
- Alberto el Alto (1269-1279). Recibió la mitad más meridional de Brunswick-Luneburgo como Príncipe de Wolfenbüttel, en tanto que su hermano Juan se convirtió en Príncipe de Luneburgo. El hijo de Alberto gobernó en un principio todos sus dominios, pero en 1291 dividió el territorio de Wolfenbüttel:
  - Enrique el Admirable fue Príncipe de Grubenhagen (1291-1322)
  - Alberto II el Gordo fue Príncipe de Göttingen (1286-1318)
  - Guillermo recibió Wolfenbüttel pero murió en 1292. Wolfenbüttel pasó a su hermano Alberto II.
- Otón el Benigno (1318-1344), hijo de Alberto II, fue príncipe de Wolfenbüttel y príncipe de Göttingen. Después de su muerte, su hijo
  - Ernesto se convirtió en Príncipe de Göttingen (1344-1367).
  - Magnus el Piadoso fue príncipe de Wolfenbüttel (1344-1369). El hijo de Magnus
- Magnus II con el collar, Príncipe de Wolfenbüttel (1369-1373), reclamó el principado de Luneburgo contra Alberto de Sajonia-Wittenberg. La guerra de sucesión de Luneburgo continuó hasta 1388.
- Federico (1373-1400), hijo de Magnus II, conquistó Luneburgo en 1388. Sucedido por sus hermanos:
  - Enrique el Benigno (1400-1408)
  - Bernardo I (1409-1428)), devolvió el control de Wolfenbüttel a su sobrino, el hijo de Enrique.
- Guillermo el Victorioso (1428-1432), sobrino. Fue privado por su hermano:
- Enrique el Pacífico (1432-1473), trasladó su residencia a Wolfenbüttel.
- Guillermo el Victorioso (1473-1482), nuevamente. Guillermo recuperó el control de Wolfenbüttel después de la muerte de su hermano, y dejó el principado a sus dos hijos:
  - Federico (1482-1484), encarcelado y privado de su poder por su hermano menor:
  - Guillermo IV de Brunswick-Luneburgo (1484-1491), tomó el control de Wolfenbüttel y entonces cedió Wolfenbüttel a sus hijos. Murió en 1495.
- Cogobernantes, hijos de Guillermo IV:
  - Eric I de Brunswick-Luneburgo (1491-1494), dividió el territorio en 1494, tomando Calenberg.
  - Enrique IV de Brunswick-Luneburgo (1491-1514), único gobernante de Wolfenbüttel desde 1494.
- Enrique V (1514-1568), hijo de Enrique IV. Se convirtió al luteranismo.
- Julio (1568-1589), hijo de Enrique V. Adquirió el Calenberg en 1584 tras la muerte de su primo Erico II.
- Enrique Julio (1589-1613), hijo.
- Federico Ulrico (1613-1634), hijo. Último descendiente varón de Alberto el Alto.

### Casa de Dannenberg
Tras la muerte de Federico Ulrico, el complejo de territorios pasó a una línea distante de primos gobernantes en Luneburgo. Wolfenbüttel fue finalmente entregada a Augusto, hijo de Enrique de Dannenberg.
- Augusto el Joven (1635-1666)
- Los hijos de Augusto lo sucedieron, en ocasiones gobernando en conjunto:
  - Rodolfo Augusto (1666-1704)
  - Antonio Ulrico (1685-1702), (1704-1714). Disputó con Hannover. Fue depuesto en 1702-1704 por aliarse con Francia en la guerra de sucesión española. Se convirtió al catolicismo en 1709.
- Los hijos de Antonio Ulrico lo sucedieron en secuencias:
  - Augusto Guillermo (1714-1731)
  - Luis Rodolfo (1731-1735)

### Casa de Brunswick-Bevern
- Fernando Alberto (marzo-septiembre de 1735), nieto de Augusto el Joven.
- Carlos I (1735-1780), hijo de Fernando Alberto. Trasladó la corte ducal de Wolfenbüttel a Brunswick en 1753.
- Carlos Guillermo Fernando (1780-1806), hijo de Carlos I, mecenas del matemático Gauss. Murió en la batalla de Auerstädt.
- Federico Guillermo (1806-1807), (1813-1815), hijo de Carlos Guillermo Fernando. Desde 1806 a 1813, Brunswick-Wolfenbüttel fue ocupada por Francia durante las guerras napoleónicas. Murió en la batalla de Quatre Bras.

El hijo de Federico Guillermo, Carlos (menor de edad en el momento de la muerte de su padre), se convirtió en el primer Duque independiente de Brunswick.

## Historia y Duques de Brunswick

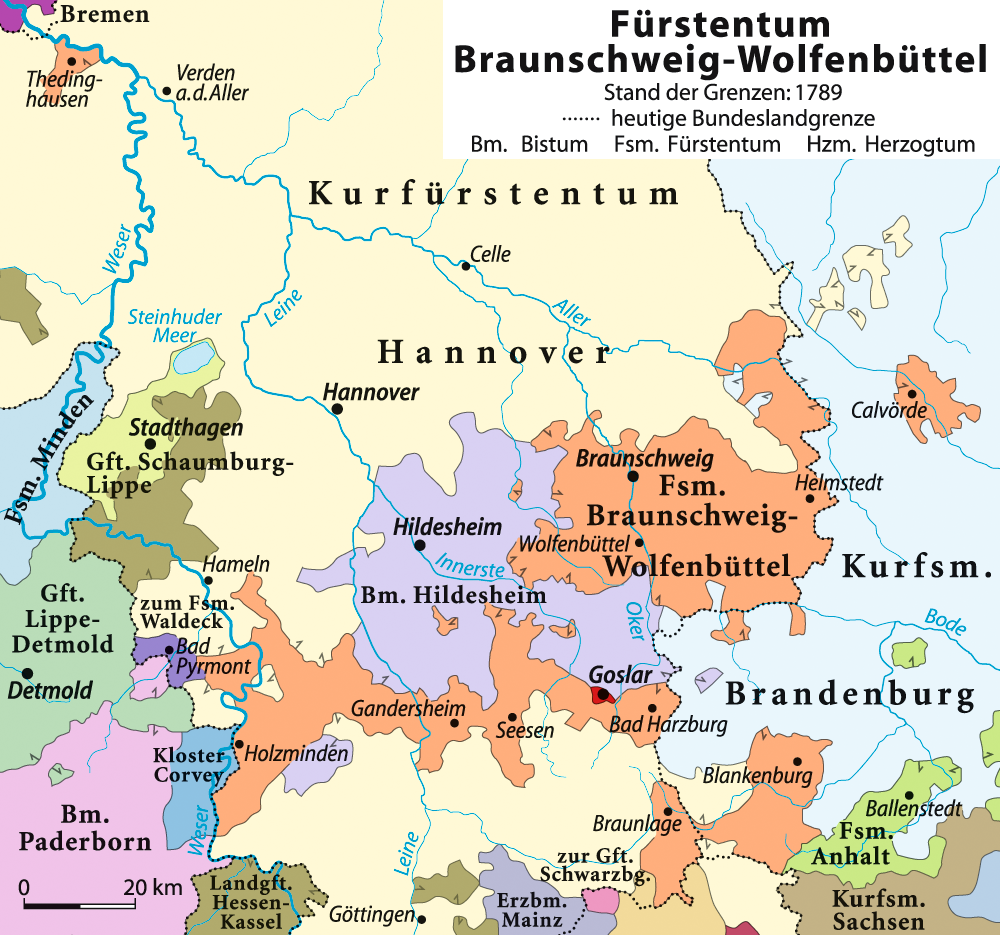
El Ducado de Brunswick (en naranja) en 1789.

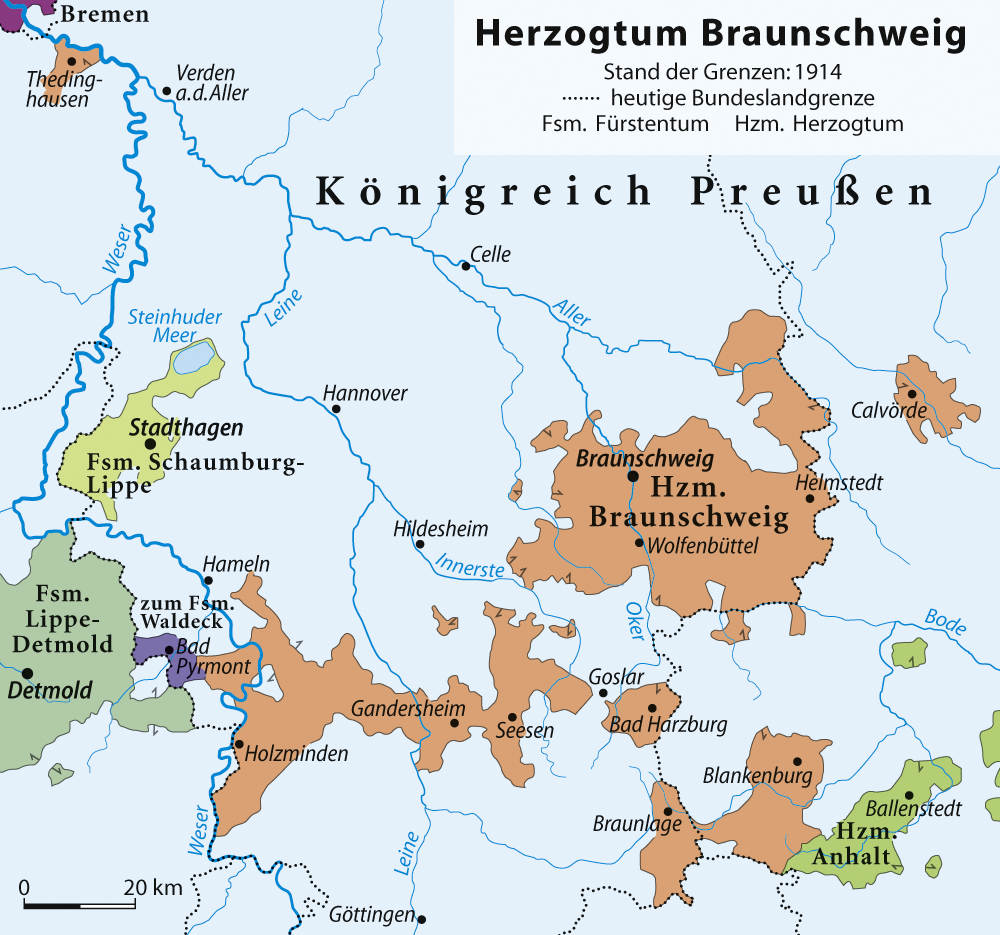
El Ducado de Brunswick (en marrón) en 1914.

### Historia

#### Confirmación de la soberanía formal
El territorio de Wolfenbüttel fue reconocido como Estado soberano por el Congreso de Viena en 1815. Había sido una porción del Ducado medieval de Brunswick-Luneburgo. Desde 1705 en adelante, todas las otras partes de Brunswick-Luneburgo excepto Wolfenbüttel habían sido mantenidas por el Príncipe de Calenberg y Celle, es decir, el Elector de Hanóver, pero la línea de Wolfenbüttel retuvo su independencia de Hanóver.
El principado de Wolfenbüttel formó parte, durante el periodo de 1807 a 1813, del Reino de Westfalia. El Congreso de Viena de 1815 lo convirtió en un país independiente bajo el nombre de Ducado de Brunswick.

#### Carlos II (1815-1830)
El Duque Carlos, menor de edad, el mayor de los hijos del duque Federico Guillermo (que había muerto en acción bélica), fue puesto bajo la tutela de Jorge IV, el príncipe regente del Reino Unido y Hanóver.
Al principio, el joven duque tuvo disputas sobre la fecha de su mayoría de edad. Entonces, Carlos declaró en 1827 inválidas algunas de las leyes promulgadas durante su minoría de edad, lo que causó conflictos, Después de la intervención de la Confederación Germánica, Carlos fue obligado a aceptar esas leyes. Su administración fue considerada corrupta y mal orientada.
Como resultado de la Revolución de Julio de 1830, Carlos tuvo que abdicar finalmente. El Palacio de Brunswick fue completamente destruido.

#### Guillermo VIII (1830-1884)
Cuando el hermano de Carlos, Guillermo VIII, llegó a Brunswick el 10 de septiembre, fue recibido con alegría por el pueblo. Guillermo se consideró originalmente como regente de su hermano, pero después de un año se declaró duque gobernante. Carlos hizo varios intentos desesperados, sin éxito, de deponer a su hermano.
Guillermo dejó la mayoría de la gestión del gobierno a sus ministros, y pasó la mayor parte del tiempo fuera de las fronteras del Estado, en sus posesiones en Oels.
Cuando Guillermo se unió a la Confederación Alemana del Norte liderada por Prusia en 1866, su relación con Prusia era tensa, ya que Prusia rehusaba reconocer como su heredero a Ernesto Augusto II de Hanóver, III duque de Cumberland, su pariente por línea masculina más cercano.
Mientras que el Reino de Hanóver fue anexionado a Prusia en 1866, el Ducado de Brunswick permaneció soberano e independiente. Se adhirió al principio a la Confederación Alemana del Norte y en 1871 al Imperio alemán.
En la década de 1870, se hizo obvio que se extinguiría la que era entonces la mayor de las ramas de la Casa de Welf. Por una ley local, la Casa de Hanóver tomaría el trono ducal, pero existía una fuerte presión prusiana contraria a que Jorge V de Hanóver o su hijo, el Duque de Cumberland, lograra convertirse en Estado miembro del Imperio alemán, por lo menos sin severas condiciones, incluyendo jurar lealtad a la constitución germana.
Por la ley de 1879, el ducado de Brunswick estableció un consejo temporal de regencia tras la muerte del duque. Después de la muerte en 1884 del duque Guillermo VIII, la línea de Wolfenbüttel llegó a su fin.
El ducado hubiera pasado a manos de la línea de Hanóver, pero los hanoverianos todavía rehusaron aceptar la anexión prusiana de su reino. Como resultado, el Consejo Imperial determinó que la paz en el Imperio alemán estaba en peligro si se les permitía a los hanoverianos acceder al dominio de Brunswick. El Duque de Cumberland se proclamó Duque de Brunswick tras la muerte del Duque Guillermo. Aunque se produjeron largas negociaciones, no se llegó a ningún acuerdo.

#### Regencia (1884-1913)
Fueron elegidos dos regentes: Primero, el Príncipe Alberto de Prusia hasta su muerte en 1906, y entonces el Duque Juan Alberto de Mecklemburgo.

#### Ernesto Augusto III (1913-1918)
Esta situación duró hasta el ascenso de Ernesto Augusto III, el hijo del Duque de Cumberland, en 1913. El ducado fue gobernado por regentes hasta 1913, cuando la línea de Hanóver se reconcilió con la Casa de Hohenzollern y renunciaron a sus derechos al Reino de Hanóver. El hijo mayor del Duque de Cumberland murió en 1912, los sucesores renunciaron a Brunswick en favor del hijo menor, que se casó con la hija del emperador Guillermo II, quien juró lealtad al Imperio alemán y le fue permitido acceder al trono del ducado en noviembre de 1913.
En medio de la Revolución alemana de 1918, el Duque tuvo que abdicar y se fundó el Estado Libre de Brunswick como parte de la República de Weimar.

### Duques y regentes de Brunswick

#### Casa de Brunswick-Dannenberg
1. 1815-1830: Carlos II, hijo de Federico Guillermo. Obligado a abandonar Brunswick. Fue sucedido por su hermano.
2. 1830-1884: Guillermo VIII. Hermano de Carlos II. El último de la línea de Brunswick, tras lo cual la sucesión legal pasó a la familia real de Hanóver, que había sido desposeída por Prusia tras la guerra austro-prusiana de 1866.

#### Regencia
1. 1885-1906: Alberto, Príncipe de Prusia, regente. El gobierno alemán impidió la sucesión al trono de Brunswick por el hanoveriano Duque de Cumberland, que fue sustituido por el regente prusiano.
2. 1907-1913: Duque Juan Alberto de Mecklemburgo-Schwerin, regente.

#### Casa de Hanóver
1. 1913-1918: Ernesto Augusto III

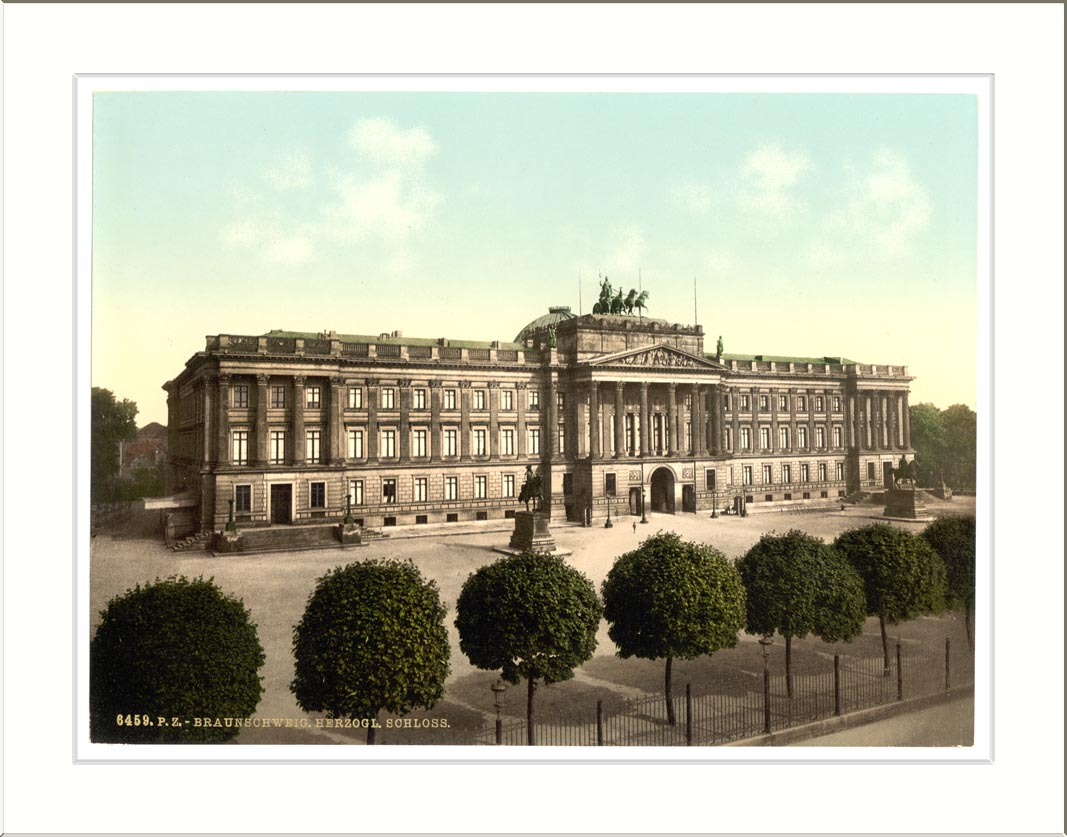
Palacio de Brunswick
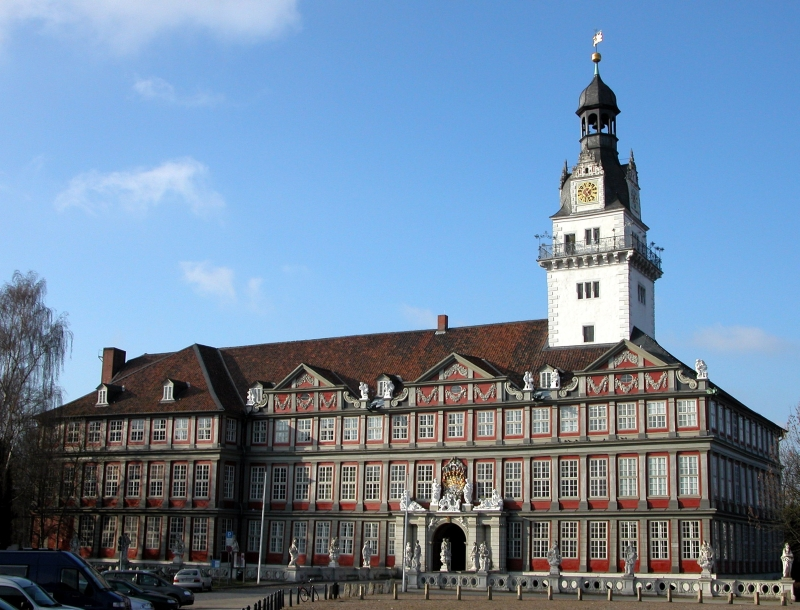
Castillo de Wolfenbüttel
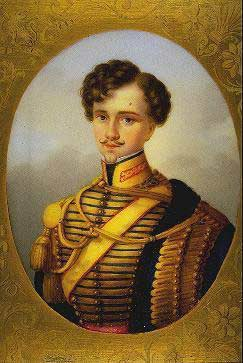
Carlos II
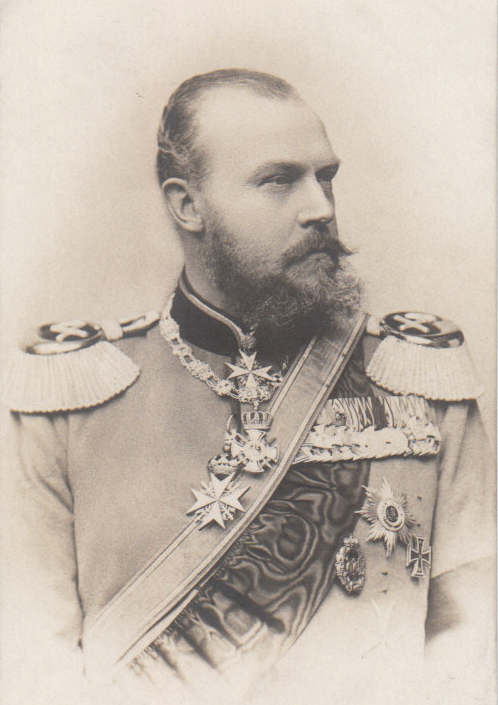
Príncipe Alberto de Prusia
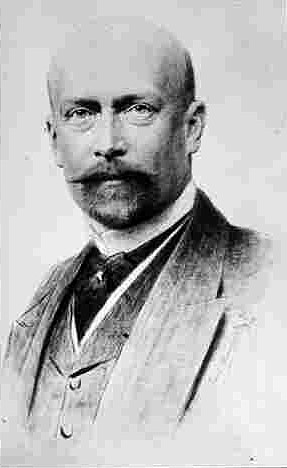
Juan Alberto de Mecklenburgo
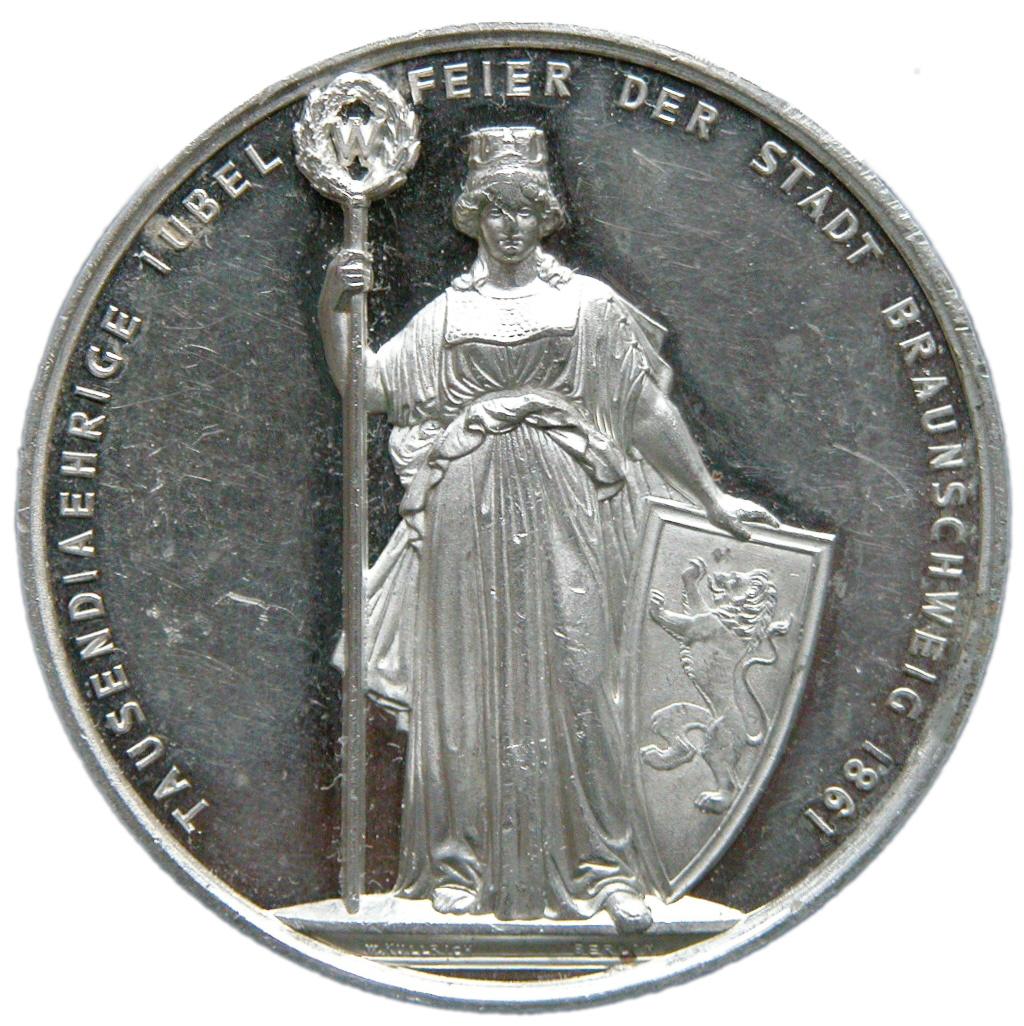
Brunonia, personificación nacional de Brunswick.

## Distritos
El Ducado de Brunwick fue dividido en distritos (Kreise) en 1833. Los siguientes distritos existieron entre 1833 y 1946:
- Distrito de Blankenburg (antiguo Condado de Blankenburg): Blankenburg, Hasselfelde y Walkenried
- Ciudad de Brunswick
- Distrito de Brunswick: Brunswick, Riddagshausen y Vechelde
- Distrito de Gandersheim: Gandersheim, Seesen, Lutter am Barenberge y Greene
- Distrito de Goslar (desde 1885)
- Distrito de Helmstedt: Helmstedt, Schöningen, Königslutter, Vorsfelde y Calvörde
- Distrito de Holzminden (hasta 1942): Holzminden, Stadtoldendorf, Ottenstein y Thedinghausen
- Ciudad de Watenstedt-Salzgitter (desde 1942)
- Distrito de Wolfenbüttel: Wolfenbüttel, Salder, Schöppenstedt y Harzburg.